# Gendarmería Nacional (Francia)
La Gendarmería Nacional francesa (Gendarmerie nationale française en francés) es un instituto armado de naturaleza militar con misiones fundamentalmente de policía dentro del territorio nacional francés, así como misiones de carácter militar en aquellos países donde sean desplegadas las Fuerzas Armadas francesas. El número de emergencia de la Gendarmería es el 17, aunque sus servicios son accesibles también a través del número de emergencias común en la Unión Europea: 112. 

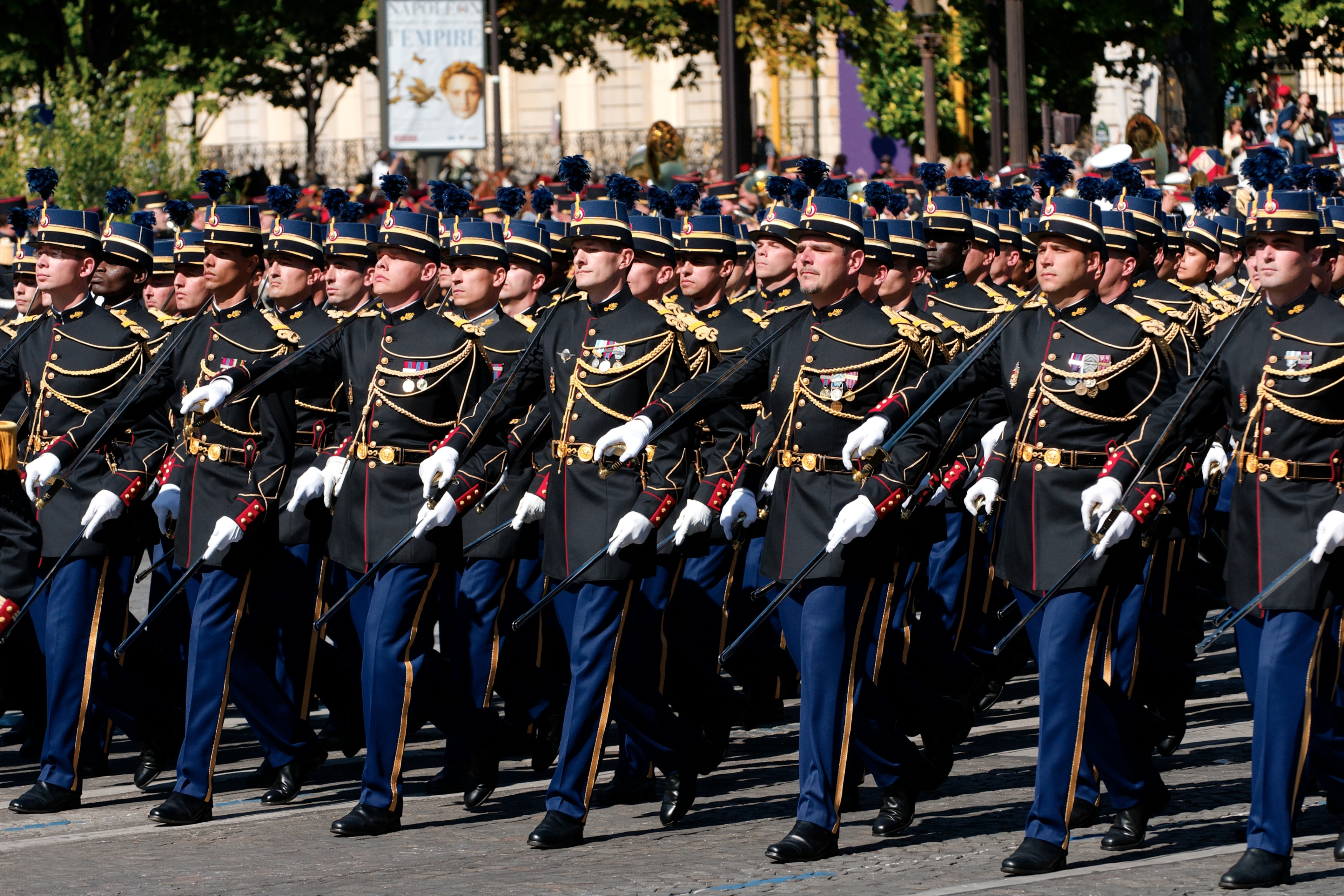
Cadetes de la Escuela de oficiales de la Gendarmería Nacional, en el Día de la Bastilla en un desfile militar en los Campos Elíseos, París.

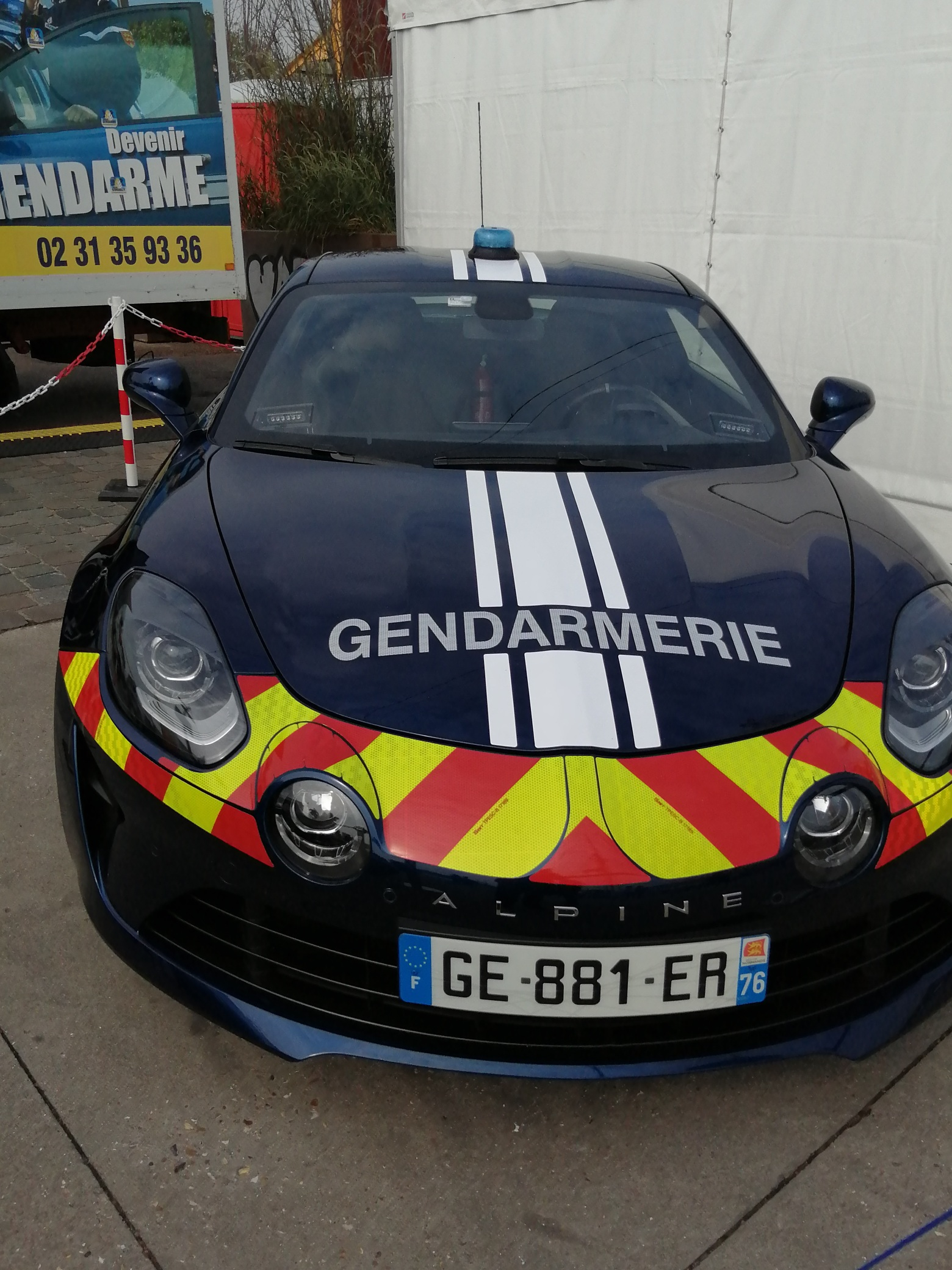
Renault alpine de la gendarmería nacional visto de frente.

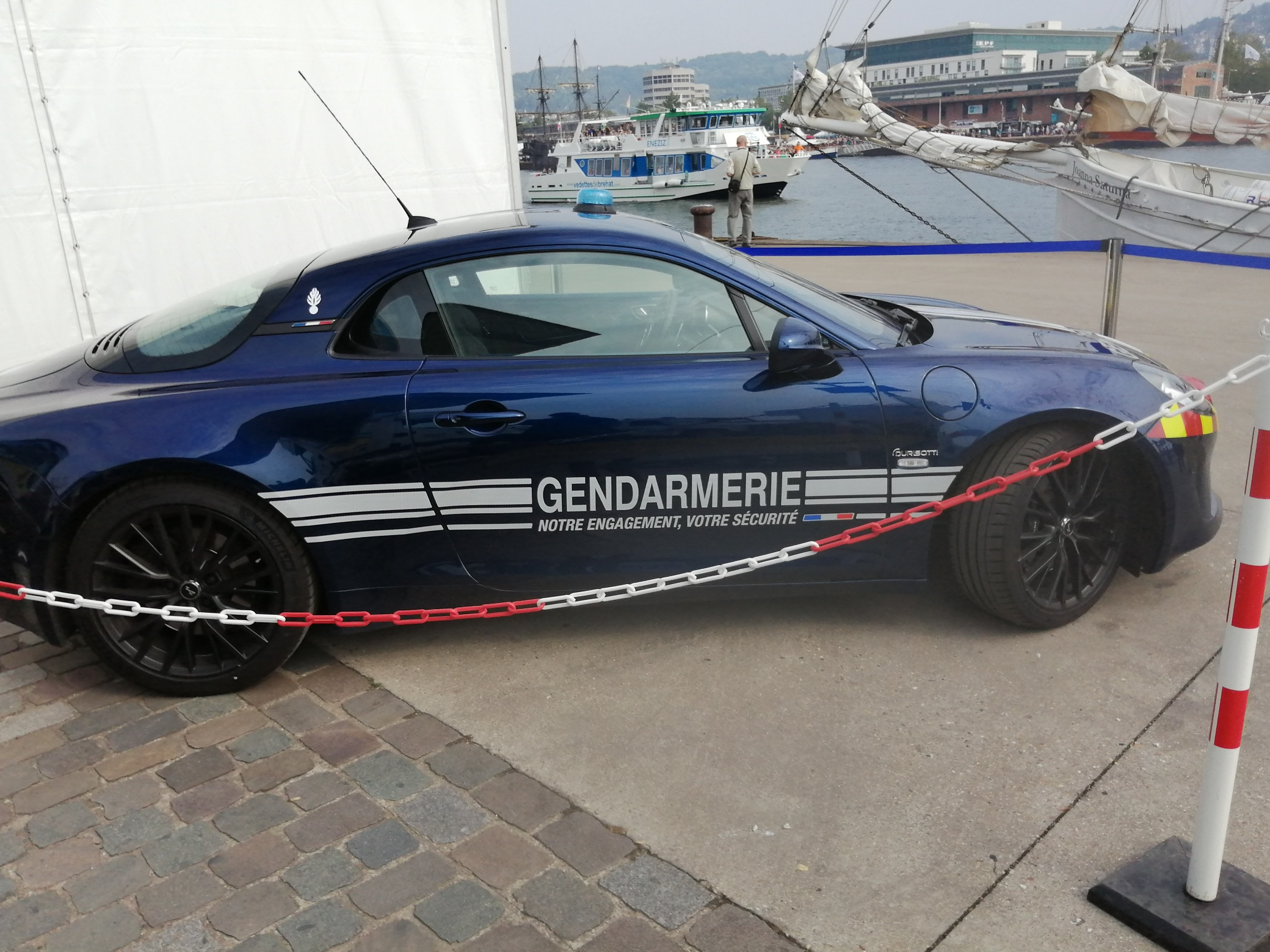
Renault alpine de la gendarmería nacional vista lateral.

Los gendarmes son responsables de mantener el orden y la seguridad ciudadana en las zonas rurales, y/o periurbanas, mientras que la Policía Nacional es responsable de la mayoría de las zonas urbanas. Las dos fuerzas tienen su área de responsabilidad, por ejemplo ZGN de la Gendarmería Nacional o ZPN la Policía Nacional. La ZGN representa aproximadamente el 50% de la población y el 95% del territorio nacional francés.
El límite de la competencia entre las dos fuerzas de policía es generalmente el umbral de 20000 habitantes censados en el municipio, quedando aquellos por debajo de esa cifra bajo la responsabilidad general de la Gendarmería y aquellos de más población bajo la de la Policía Nacional. Sin embargo, los municipios que no cumplan ese criterio pueden ser asignados a las ZPN por decisión del Ministerio del Interior francés.

## Misiones
La Gendarmería tiene diversas misiones específicas:
- Misiones de tipo administrativo: aplicación de la Ley, ayuda en emergencias, regulación del tráficoy policía administrativa entre otras.
- Policía Judicial: búsqueda de infractores del derecho penal, siendo responsable de las investigaciones penales dentro de sus competencias.
- Misiones militares: como policía militar (prevôte) en el seno de las Fuerzas Armadas de Francia y misiones específicas sobre el terreno.

## Fuerza tipo gendarmería

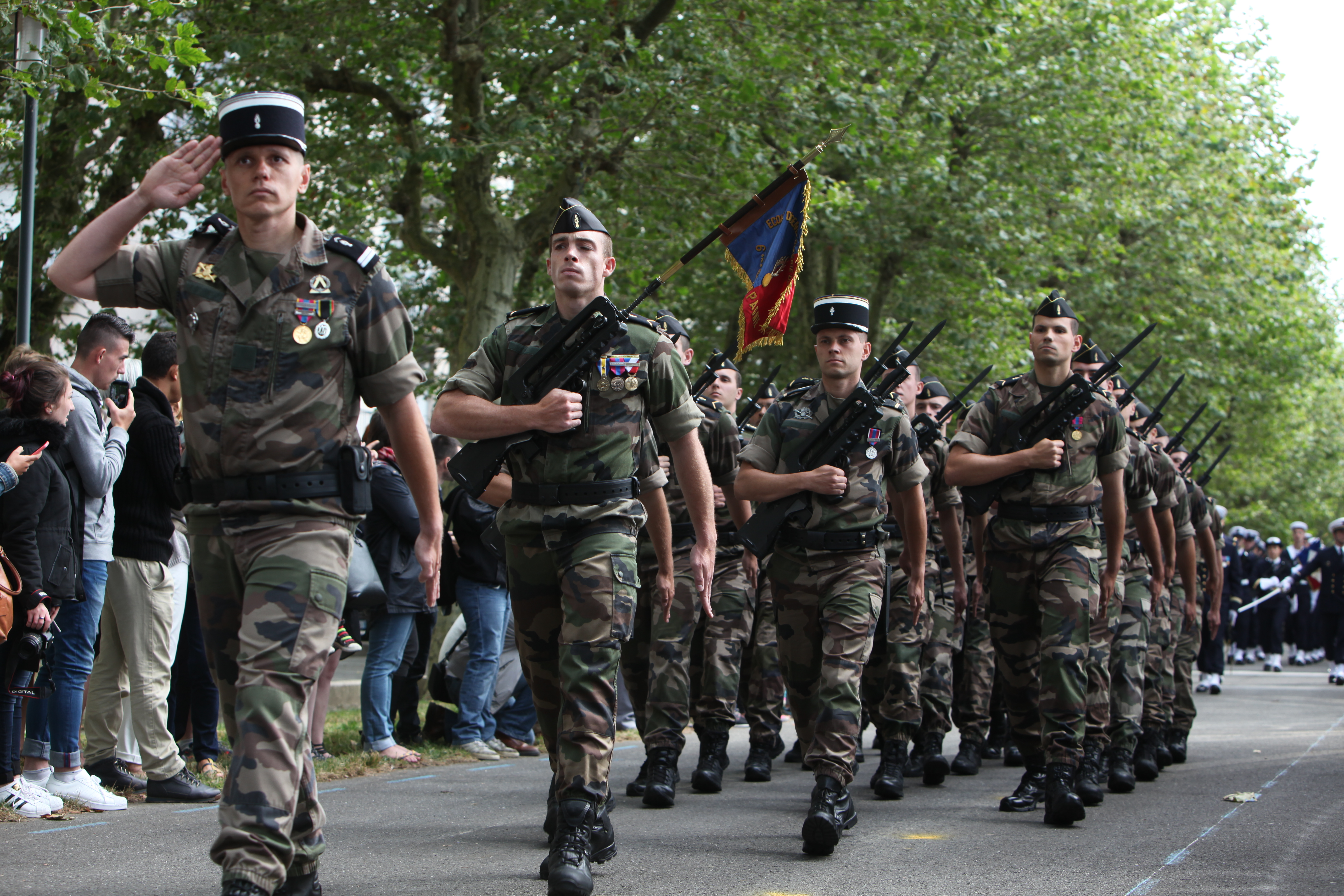
Personal de la Academia de Gendarmería Francesa presente en las ceremonias del 14 de julio de 2015 en Brest

La Gendarmería Nacional es una fuerza de tipo gendarmería, como la Guardia Civil en España; de hecho es la denominación en 1791 de este cuerpo de seguridad francés la que da nombre a los institutos armados que cumplen sus mismas características. Las gendarmerías son fuerzas militarizadas, generalmente de doble dependencia ministerial (de Interior y de Defensa), que cumple las funciones de policía en las pequeñas poblaciones rurales. Etimológicamente deriva de la palabra francesa gendarmerie, que a su vez viene de la expresión en francés antiguo gens d'armes (gentes de armas; véase Gendarme (caballería)).

## Historia
El 1 de enero de 2009, la Gendarmería Nacional se incorporó bajo dependencia orgánica y funcional del Ministerio del Interior, primer paso hacia la plena ejecución de la voluntad expresada por el Presidente Sarkozy en su discurso del 29 de noviembre de 2007 en el encuentro con la Policía y la Gendarmería. Los gendarmes mantienen su situación militar, que es inseparable de su organización y el alcance de su jurisdicción, formando parte íntegra de las Fuerzas Armadas de Francia. 
El Ministerio de Defensa sigue proporcionando misiones de carácter militar para los gendarmes. Además, el ministro de Defensa es responsable de la supervisión legal de los funcionarios, puesto que se encuentran en situación de servicio militar, especialmente en lo que se refiere a la disciplina. 
Por último, un proyecto de ley se presentó en el Parlamento en el segundo semestre de 2008 para reforzar el carácter militar de la institución. Este texto coloca a esta fuerza de policía en la categoría de 4.º Ejército, al lado de los de Tierra, Aire y la Marina.
El 16 de marzo de 2010, ETA asesina, por primera vez en su historia, a un miembro de la gendarmería francesa, después de un intercambio de disparos entre los terroristas y los agentes franceses

## Grados

### Oficiales generales
| Designación abreviatura [código OTAN]                               | Insignias | Insignias | Insignias |
| ------------------------------------------------------------------- | --------- | --------- | --------- |
| General de ejército (Général d'armée) GAR [OF-9]                    |           |           |           |
| General de cuerpo de ejército (Général de corps d'armée) GCA [OF-8] |           |           |           |
| General de división (Général de division) GDI [OF-7]                |           |           |           |
| General de brigada (Général de brigade) GBR [OF-6]                  |           |           |           |

### Oficiales superiores
| Designación abreviatura [código OTAN]                                        | Gendarmería departamental, de ultramar, transporte aéreo o armamento | Gendarmería móvil | Guardia Republicana | Gendarmería del aire | Gendarmería marítima | Cuerpo técnico y administrativo |
| ---------------------------------------------------------------------------- | -------------------------------------------------------------------- | ----------------- | ------------------- | -------------------- | -------------------- | ------------------------------- |
| Coronel (Colonel) COL [OF-5]                                                 |                                                                      |                   |                     |                      |                      |                                 |
| Teniente coronel (Lieutenant-colonel) LCL [OF-4]                             |                                                                      |                   |                     |                      |                      |                                 |
| Jefe de escuadrón (Chef d'escadron) CEN o comandante (commandant) CDT [OF-3] |                                                                      |                   |                     |                      |                      |                                 |

### Oficiales subalternos y aspirantes
| Designación abreviatura [código OTAN]                                      | Gendarmería departamental, de ultramar, transporte aéreo o armamento | Gendarmería móvil | Guardia Republicana | Gendarmería del aire | Gendarmería marítima | Cuerpo técnico y administrativo | Voluntariado militar |
| -------------------------------------------------------------------------- | -------------------------------------------------------------------- | ----------------- | ------------------- | -------------------- | -------------------- | ------------------------------- | -------------------- |
| Capitán (Capitaine) CNE [OF-2]                                             |                                                                      |                   |                     |                      |                      |                                 |                      |
| Teniente (Lieutenant) LTN [OF-1]                                           |                                                                      |                   |                     |                      |                      |                                 |                      |
| Subteniente (Sous-lieutenant) SLT [OF-1]                                   |                                                                      |                   |                     |                      |                      |                                 |                      |
| Estudiante oficial (Élève officier) EOC o aspirante (aspirant) ASP [OF(D)] |                                                                      |                   |                     |                      |                      |                                 |                      |

### Suboficiales
| Designación abreviatura [código OTAN]                                                             | Gendarmería departamental, de ultramar, transporte aéreo o armamento | Gendarmería móvil        | Guardia Republicana      | Gendarmería del aire | Gendarmería marítima | Cuerpo técnico y administrativo | Voluntariado militar                                        |
| ------------------------------------------------------------------------------------------------- | -------------------------------------------------------------------- | ------------------------ | ------------------------ | -------------------- | -------------------- | ------------------------------- | ----------------------------------------------------------- |
| Mayor (Major) MAJ [OR-9]                                                                          |                                                                      |                          |                          |                      |                      |                                 |                                                             |
| Ayudante jefe (Adjudant-chef) ADC [OR-9]                                                          |                                                                      |                          |                          |                      |                      |                                 |                                                             |
| Ayudante (Adjudant) ADJ [OR-8]                                                                    |                                                                      |                          |                          |                      |                      |                                 |                                                             |
| Sargento jefe (Maréchal des logis-chef) MDC [OR-6]                                                |                                                                      |                          |                          |                      |                      |                                 |                                                             |
| Gendarme (Gendarme) GND o Guardia (garde) GRD [OR-5]                                              | De carrera Bajo contrato                                             | De carrera Bajo contrato | De carrera Bajo contrato | De carrera           | De carrera           |                                 |                                                             |
| Sargento (Maréchal des logis) MDL [OR-5]                                                          |                                                                      |                          |                          |                      |                      | De carrera Bajo contrato        | Gendarmería del aire Gendarmería marítima Otras formaciones |
| Estudiante gendarme (Élève-gendarme) ELG o Estudiante suboficial (Élève sous-officier) ESO [OR-4] | Femenino Masculino                                                   | Femenino Masculino       | Femenino Masculino       | Femenino Masculino   | Femenino Masculino   |                                 |                                                             |

### Militares de rango
| Designación abreviatura [código OTAN]                                    | Gendarmería adjunta voluntaria | Gendarmería adjunta voluntaria (del aire) | Gendarmería adjunta voluntaria (marítima) |
| ------------------------------------------------------------------------ | ------------------------------ | ----------------------------------------- | ----------------------------------------- |
| Brigadier jefe (Brigadier-chef) BRC [OR-4]                               |                                |                                           |                                           |
| Brigadier (Brigadier) BRI [OR-3]                                         |                                |                                           |                                           |
| Gendarme adjunto de 1a clase (Gendarme adjoint de 1re classe) GA1 [OR-2] |                                |                                           |                                           |
| Gendarme adjunto de 2a clase (Gendarme adjoint de 2e classe) GA2 [OR-1]  |                                |                                           |                                           |

## Galería

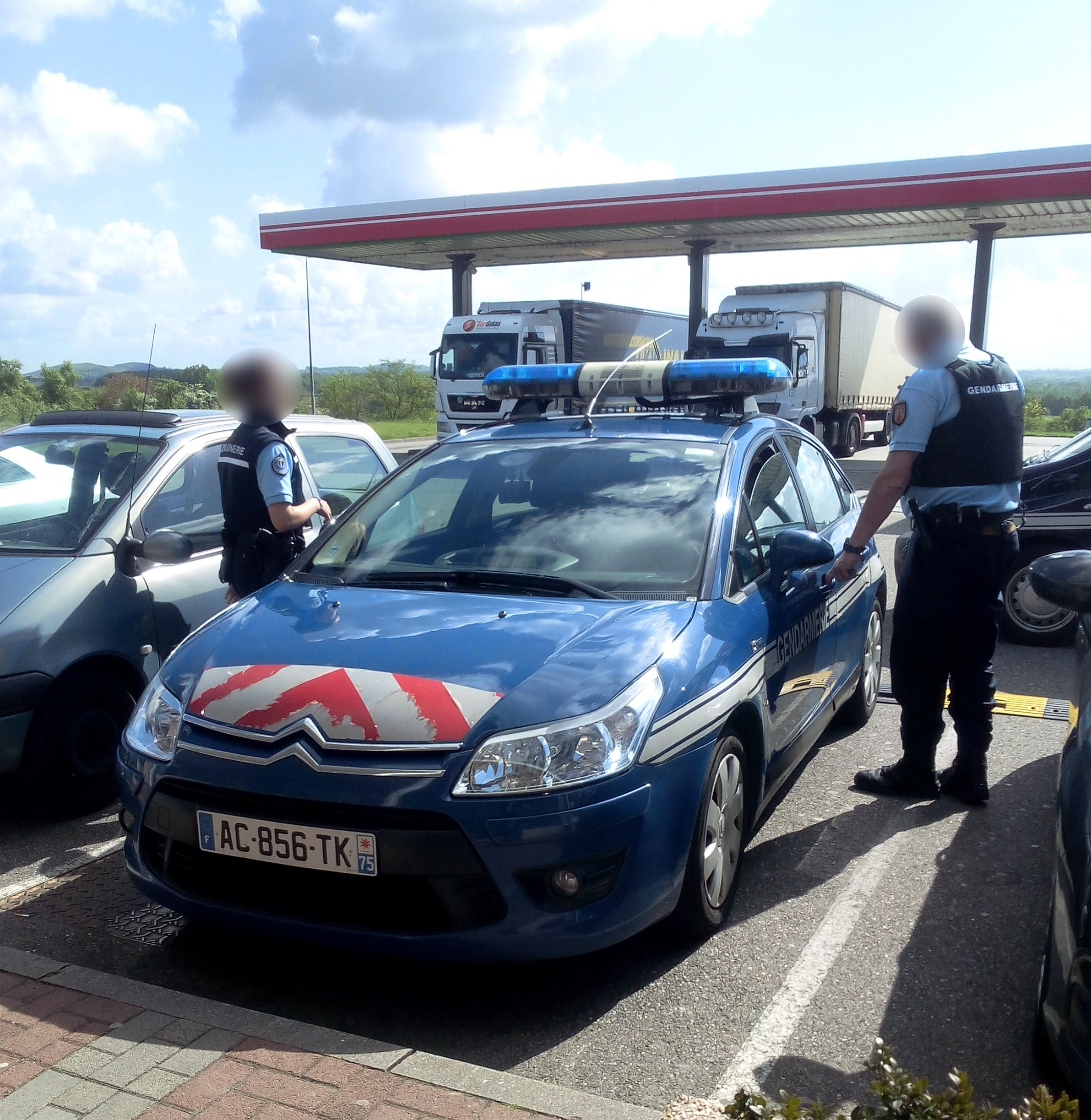
Citroën C4, Gendarmerie Nationale en Alsacia.
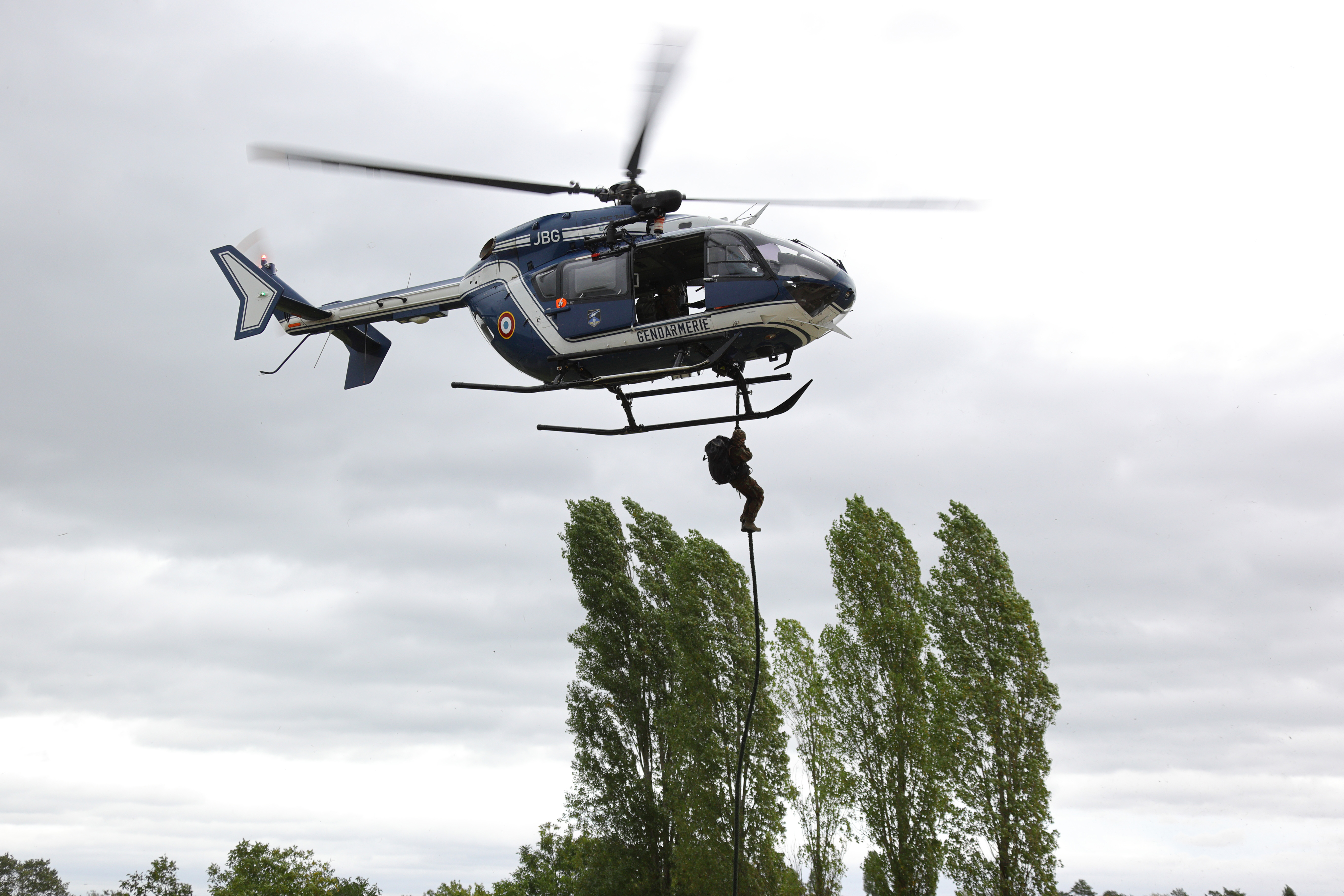
Helicóptero EC-145, Gendarmerie Nationale.
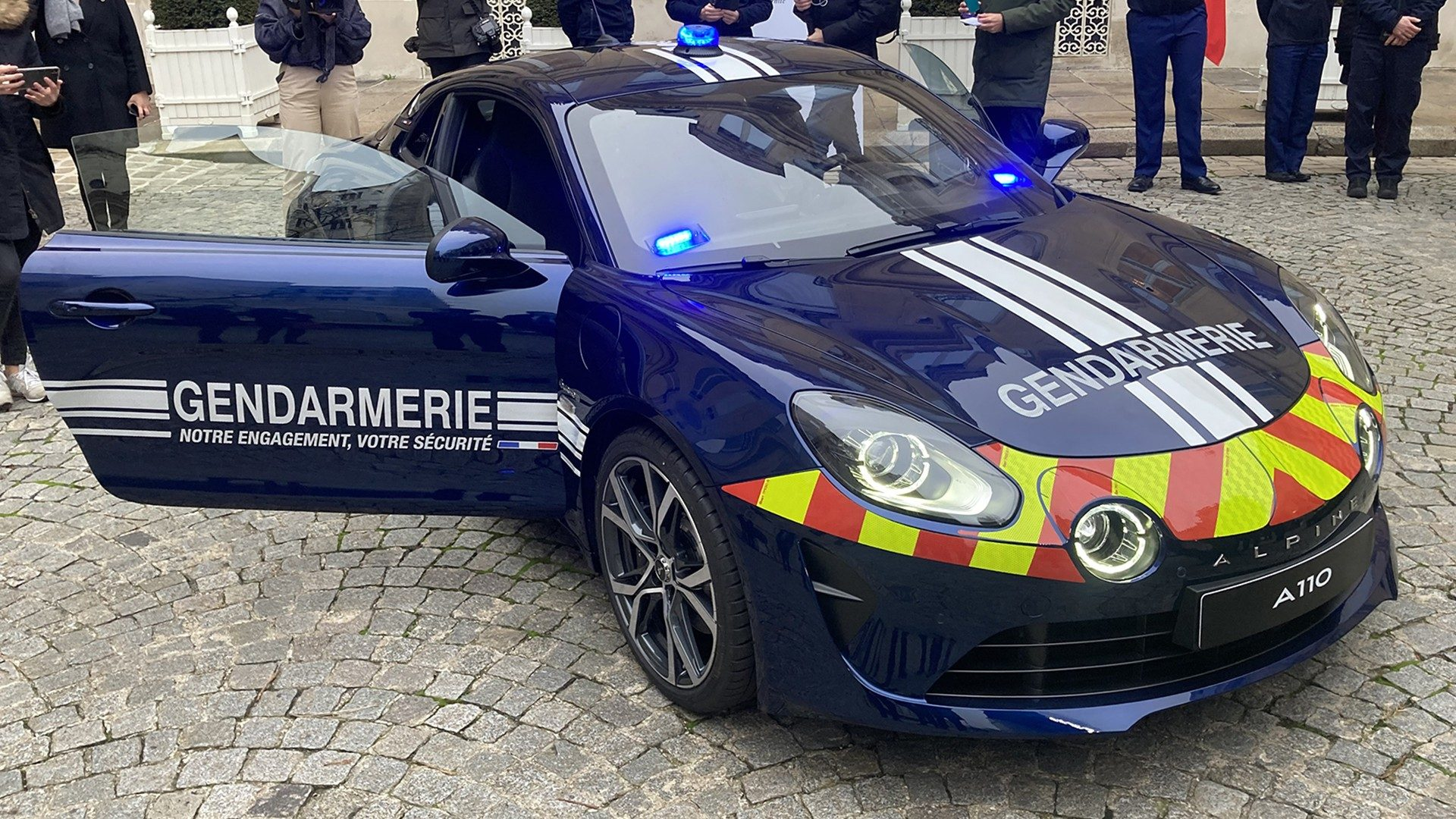
Alpine A110, Gendarmerie Nationale.
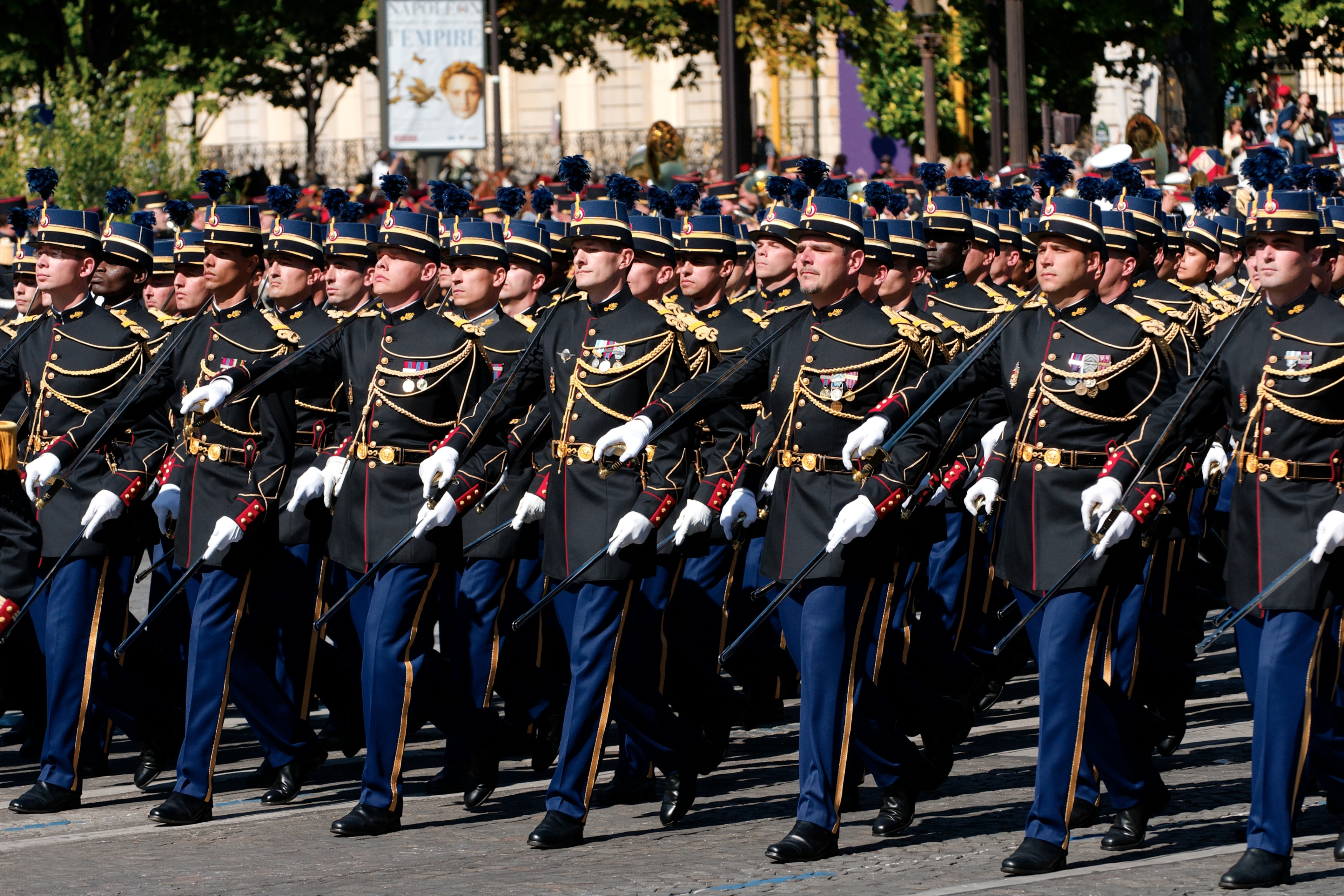
Cadetes Escuela de Oficiales de Gendarmerie Nationale, Día de la Bastilla 2008.
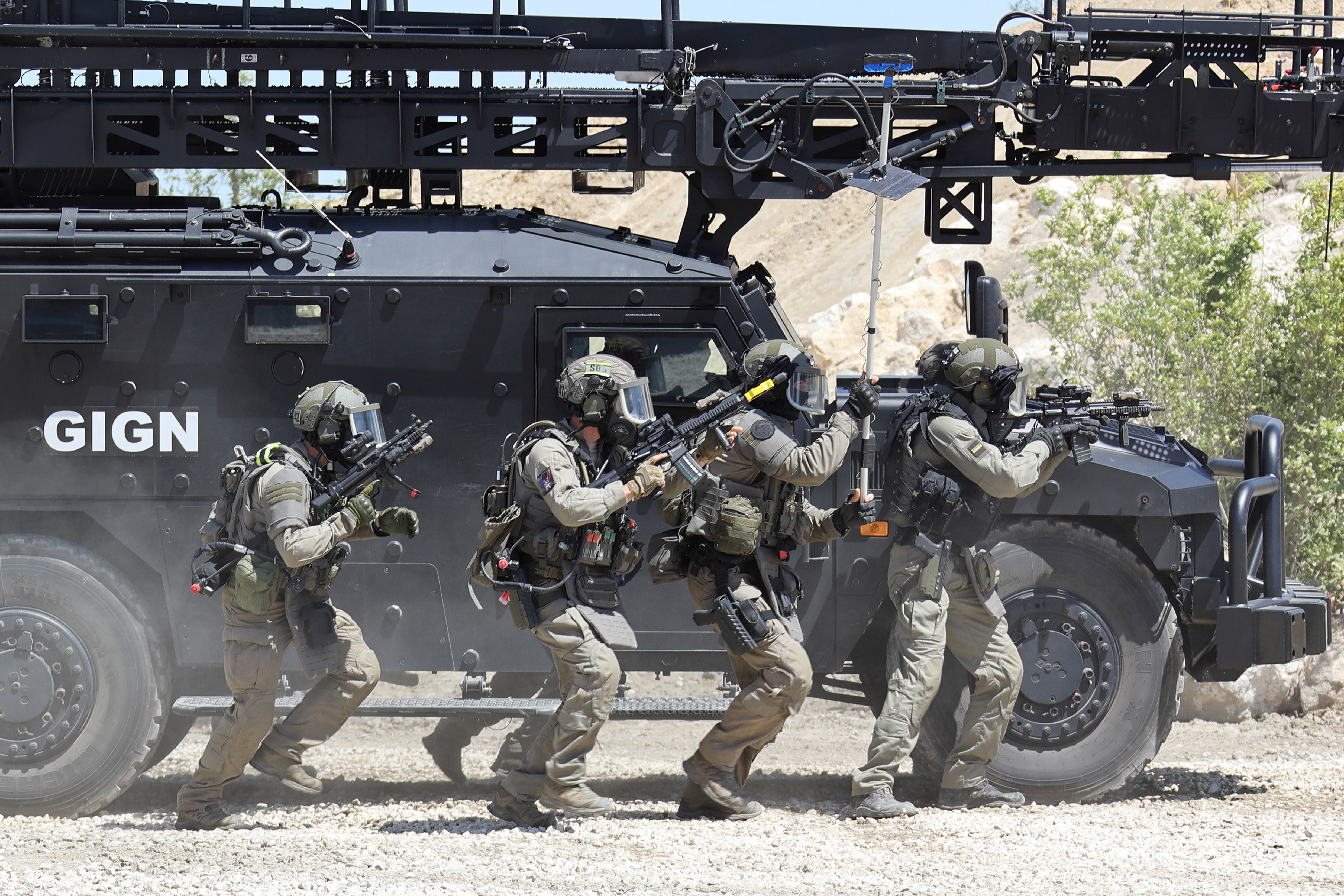
Soldados de GIGN en eurosatory, 2022.
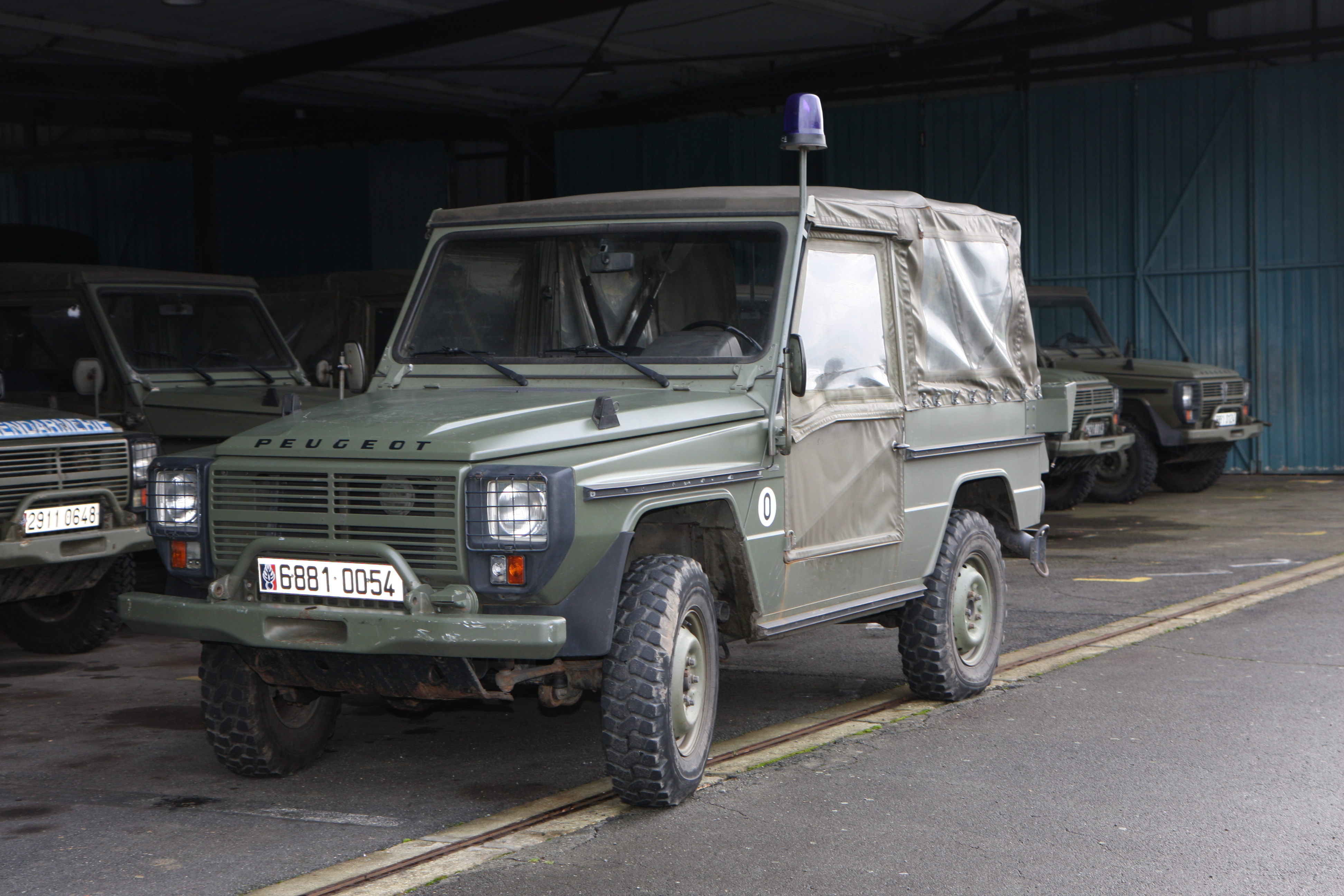
Peugeot P4, Gendarmerie Nationale.
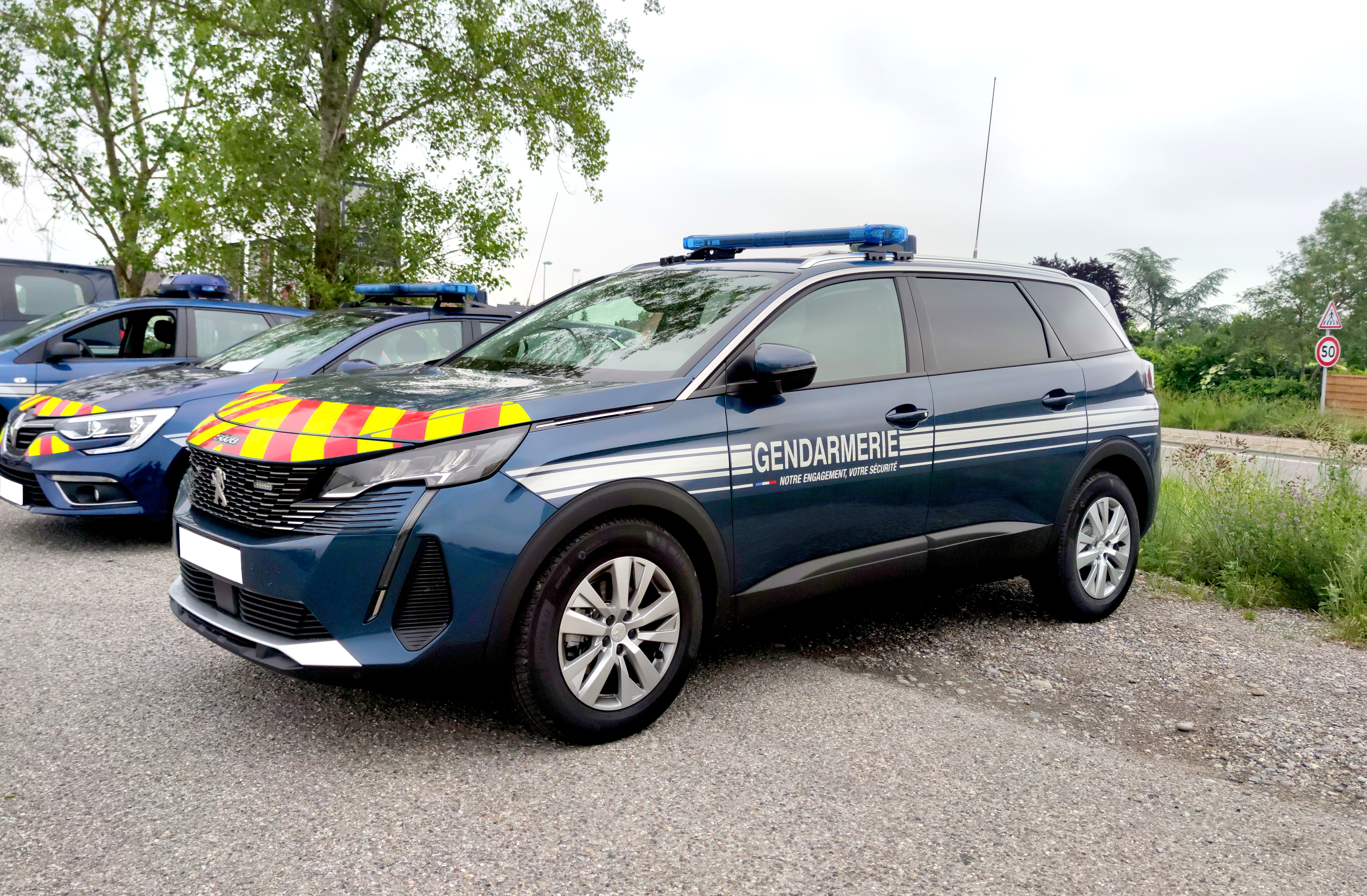
Peugeot 5008, Gendarmerie Nationale.
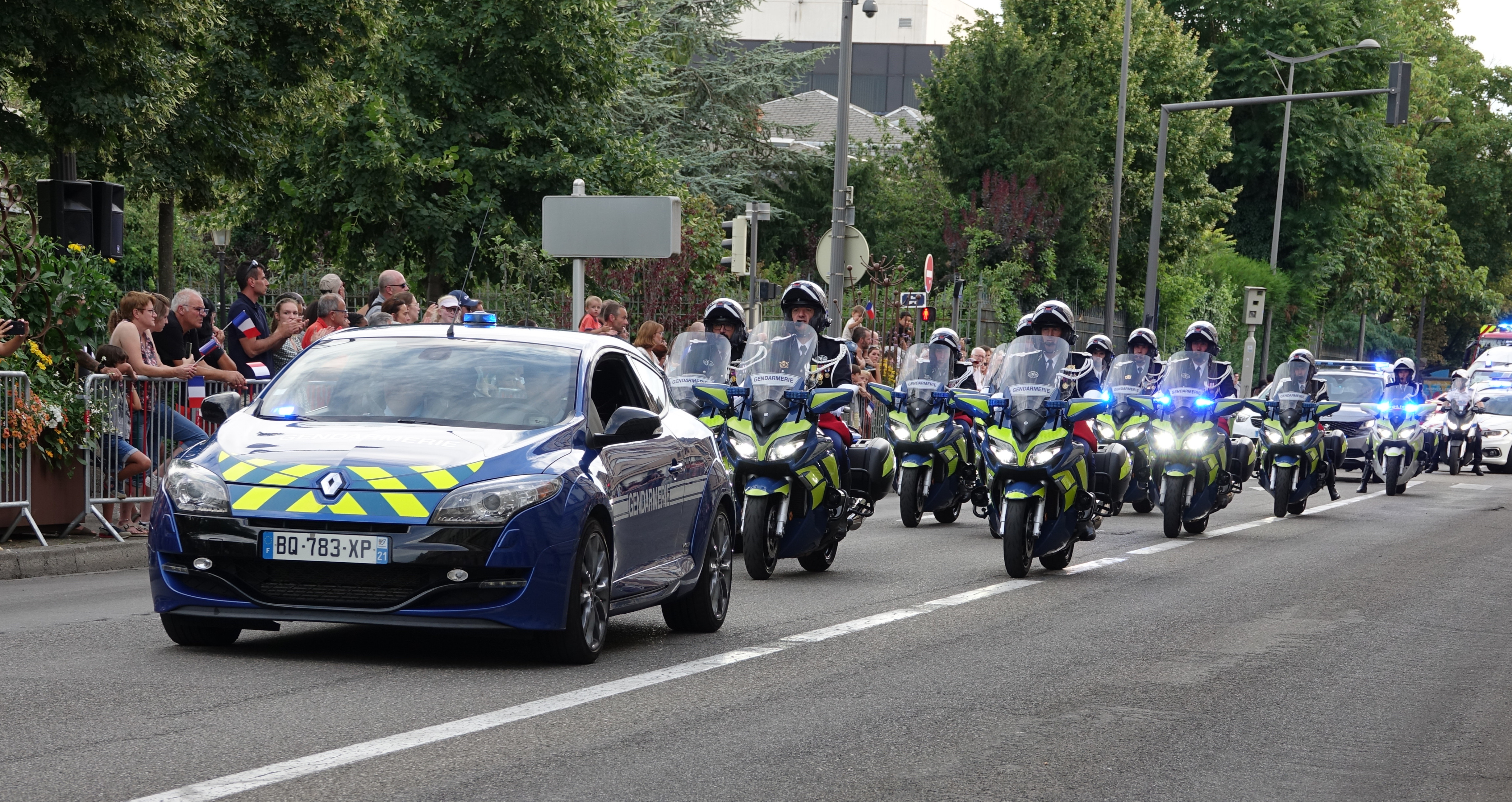
Motociclistas de la Gendarmerie Nationale.
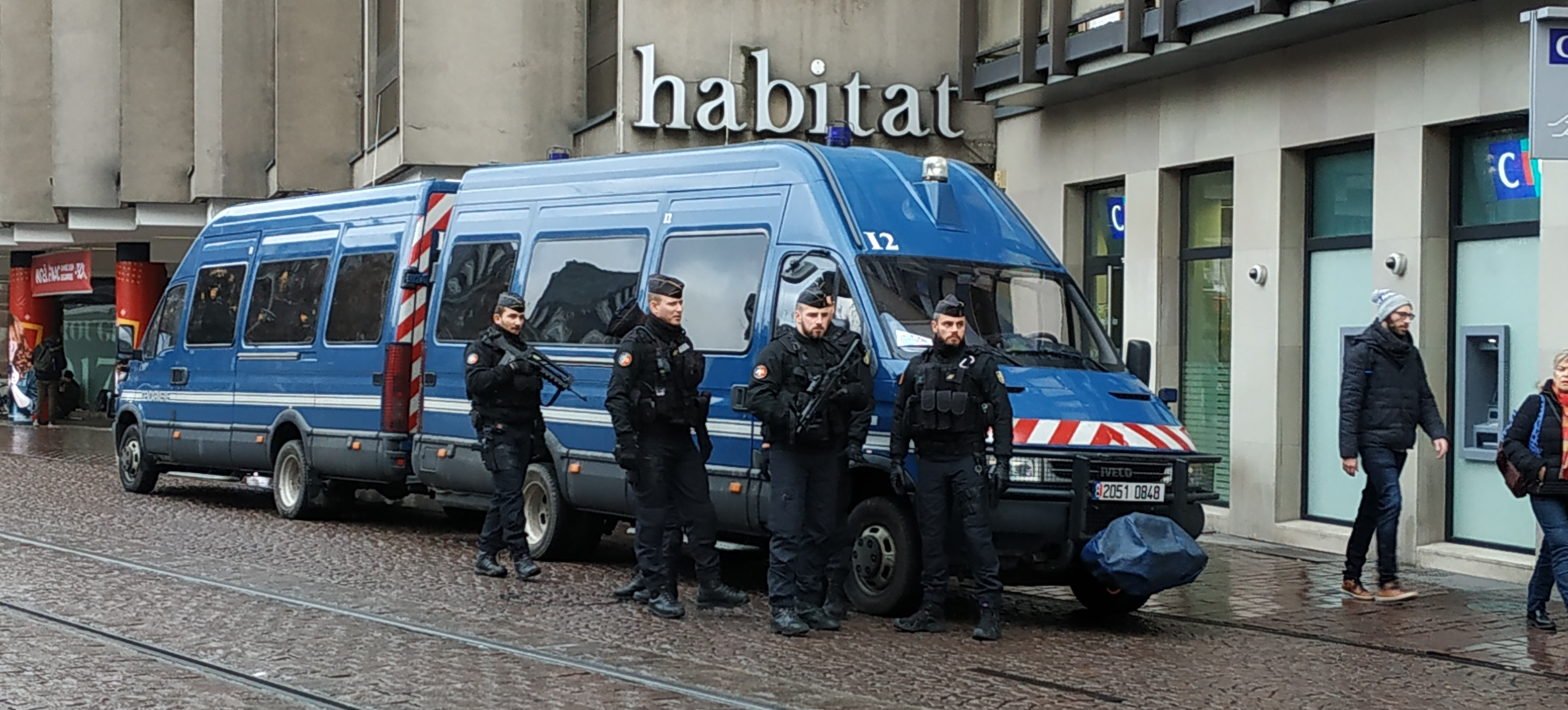
Gendarmerie Nationale, Strasbourg.
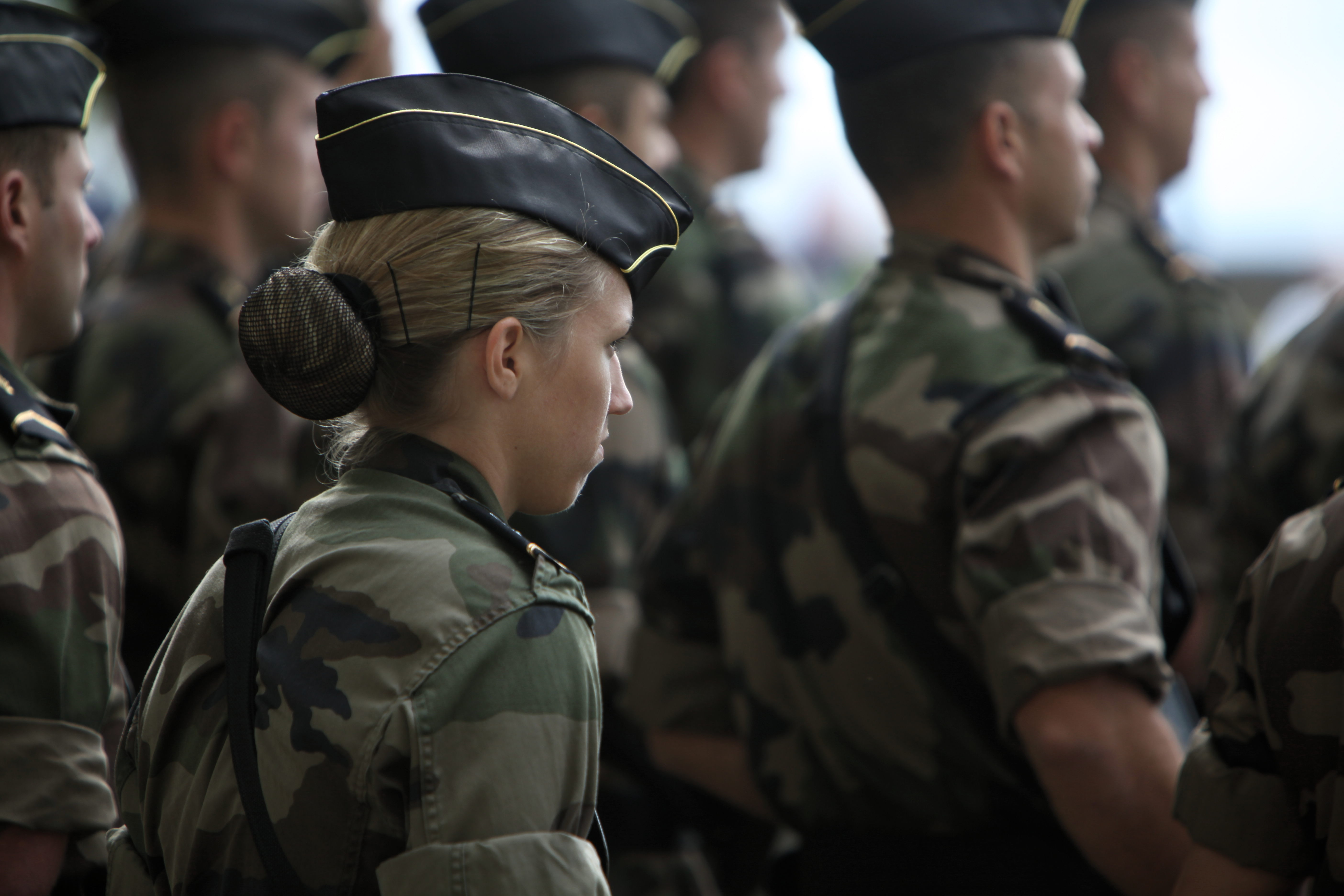
Escuela de Gendarmerie Nationale.